# Willy Vandersteen
Willebrord Jan Frans Maria (Willy) Vandersteen (Antwerpen, 15 februari 1913 – Edegem, 28 augustus 1990) was een Belgische striptekenaar. Hij is vooral bekend als bedenker en oorspronkelijke tekenaar van de stripreeks Suske en Wiske, waar hij tot in de jaren zeventig nauw bij betrokken was.

## Biografie

### Jeugd

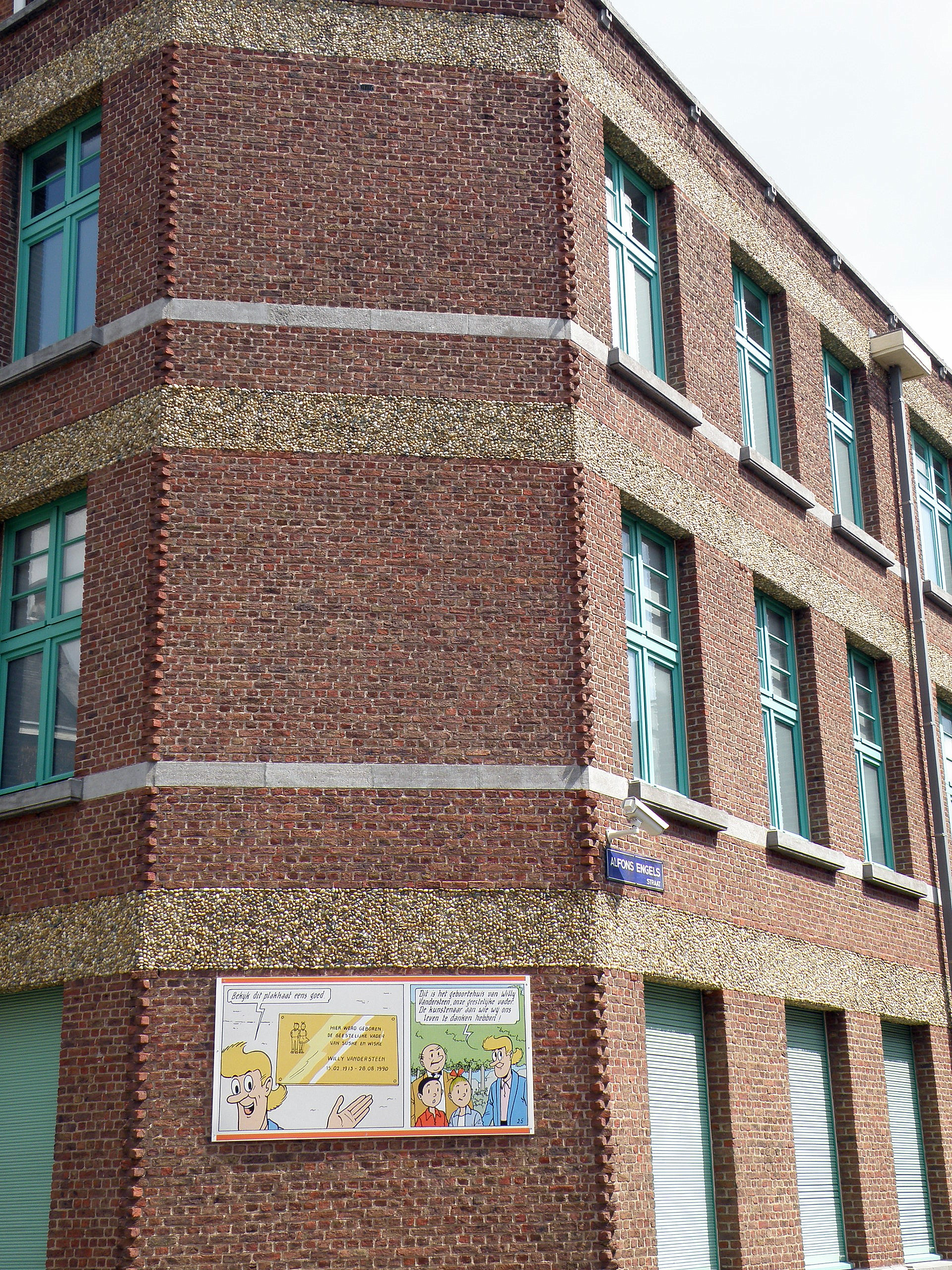
Geboortehuis in de Seefhoek

Willy Vandersteen, geboren als Willebrord Jan Frans Maria Vandersteen, was een zoon van een beeldhouwer/ornamentmaker. Zijn tekenaanleg en fantasie waren tijdens zijn kindertijd al opvallend. Geboren op het Stuivenbergplein, gelegen in de Antwerpse volkswijk De Seefhoek groeide hij daar ook op. Op de stoep van de eveneens in De Seefhoek gelegen August Sniedersstraat tekende hij wielerwedstrijden. Als jongen verslond hij boeken en droomde op school regelmatig weg tijdens de lessen geschiedenis.
Hij bedacht verhalen en toneelstukjes die zijn leeftijdsgenoten vervolgens naspeelden. Toen hij eens over de kruistochten geleerd had, trokken hij en enkele kinderen uit de buurt verkleed als ridders naar de kerk om er zich te laten zegenen. De onderpastoor zei hun echter dat het Heilige Graf al bevrijd was.
Zijn leraren berispten hem regelmatig met de woorden: "Het enige waar jij goed in bent, is tekenen en opstellen schrijven, maar daar kan je later immers toch nooit je brood mee verdienen!"
Terwijl hij avondlessen tekenen volgde aan de Koninklijke Academie voor Schone Kunsten van Antwerpen hielp Vandersteen regelmatig zijn vader in diens werkatelier. Hij was zeker getalenteerd genoeg om in zijn voetsporen te treden. Toen in de jaren dertig de meer moderne en sobere architectuur van de art deco haar intrede deed, was de ornamentkunst plots uit de mode. Vandersteen besloot daarop timmerman te worden, totdat hij besloot dat decorateur meer iets voor hem was. Als etalageontwerper bij het Antwerpse warenhuis Innovation kreeg hij op een dag de opdracht een model uit een Amerikaans modetijdschrift op een paneel over te tekenen.
Vandersteen las het magazine eerst even door en stuitte toen per toeval op een artikel over strips. Het stuk boeide hem zo enorm dat hij besloot striptekenaar te worden.

### Vroege carrière
Onder het pseudoniem "Wil" tekende Vandersteen De lollige avonturen van Pudifar voor Wonderland, de kindereditie op woensdag van het blad De Dag. Tijdens de bezetting waren alle Amerikaanse strips door de nazi's verboden. Daarom was de hoofdredacteur van De Dag blij met werk dat door een Vlaming getekend was. Omdat de nazi's echter mensen ronselden voor hun werkkampen moest Vandersteen een veiliger beroep zoeken. Via zijn zwager vond hij een baan als grafiek-omzetter in een landbouw- en voedingsbedrijf. Omdat dit zo'n saaie baan was, begon hij uit verveling in de marges van de bladen te tekenen.
Vandersteen wekte sympathie op bij zijn collega's en afdelingschef en mocht het vakblad van de slagers illustreren. Ook de wachtkamer en de personeels- en vergaderzalen mocht hij onder handen nemen. Zo kwam hij in contact met de Nederlander Jean Meuwisse die sinds 1936 het blad Bravo! uitgaf en op zoek was naar Vlaams en Nederlands tekentalent nu er geen Amerikaanse strips meer mochten gepubliceerd worden. Vandersteen mocht nu wekelijks een pagina vol tekenen rond Sindbad de zeerover, Thor de holbewoner en Lancelot. Het waren stuk voor stuk erg onbeholpen, maar charmante strips die de lezers wel op de lachspieren werkten. Het werk was zwaar: Vandersteen pendelde elke weekdag tussen Antwerpen en Brussel en was meestal pas om 9 uur 's avonds thuis waarna hij dan pas aan het tekenwerk kon beginnen.

### Tweede Wereldoorlog
Toen de Tweede Wereldoorlog uitbrak, was Willy Vandersteen 27 jaar. Om zijn geld te verdienen, publiceerde hij heel wat spotprenten. Het vakblad Brabant Strip Magazine pakte in 2009 uit met tekeningen die Vandersteen in 1943 onder het pseudoniem Wil zou gemaakt hebben tegen de nazibezetter en onder de titel Dappere Jan.  Bronnen met klare voorbeelden van deze Dappere Jan zijn echter niet te vinden. Vandersteen werkte wel onder de schuilnaam of pseudoniem Kaproen mee aan cartoons voor magazines die collaboreerden met de Duitsers.  Een duidelijk voorbeeld van een antisemitische spotprent van Kaproen is te zien op de website van EenVandaag (AVROTROS Nederland), waar we een viertal oorlogsspotprenten zien, getekend door Willy Vandersteen. Onder andere de tekening waar hij een Dietsche soldaat afbeeldt die een lelijke karikatuur van een Joodse man met gekromde neus buitenschopt.  Het zijn illustraties in een brochure ter gelegenheid van een mars van 12000 Dietsche soldaten te Brussel in 1942, de Reimond Tollenaere Mars. De teksten onder de tekeningen werden geschreven door een beter gekende collaborateur, Bert Peleman die de naam Uilenspiegel als pseudoniem droeg. In 2011 bracht Standaard Uitgeverij een boek op de markt, getiteld De oorlogsjaren van Willy Vandersteen.

### Eerste reeksen
Op een dag liep hij op de vlucht tijdens een bombardement op de stad een oude scoutsvriend tegen het lijf. Deze was inmiddels uitgever geworden en vroeg Vandersteen of hij voor hem een heel stripalbum kon tekenen. In een week tijd tekende Vandersteen het album Piwo, het houten paard. Het boek zou pas later verschijnen uit papiergebrek, maar Vandersteen werd wel betaald en kreeg de opdracht nog twee titels bij elkaar te tekenen, wat hij ook prompt deed.
Een andere scoutskameraad van Vandersteen was drukker geworden en zocht hem op met de vraag of hij niet enkele jeugdverhalen kon tekenen voor hem. Er volgden 4 kleurrijke boekjes; Zoo ik een Indiaantje was, Zoo ik een Eskimootje was, Zoo ik een Zeerovertje was en Zoo ik een Riddertje was. De verhalen werden door Casterman in het Frans vertaald.

### Suske en Wiske

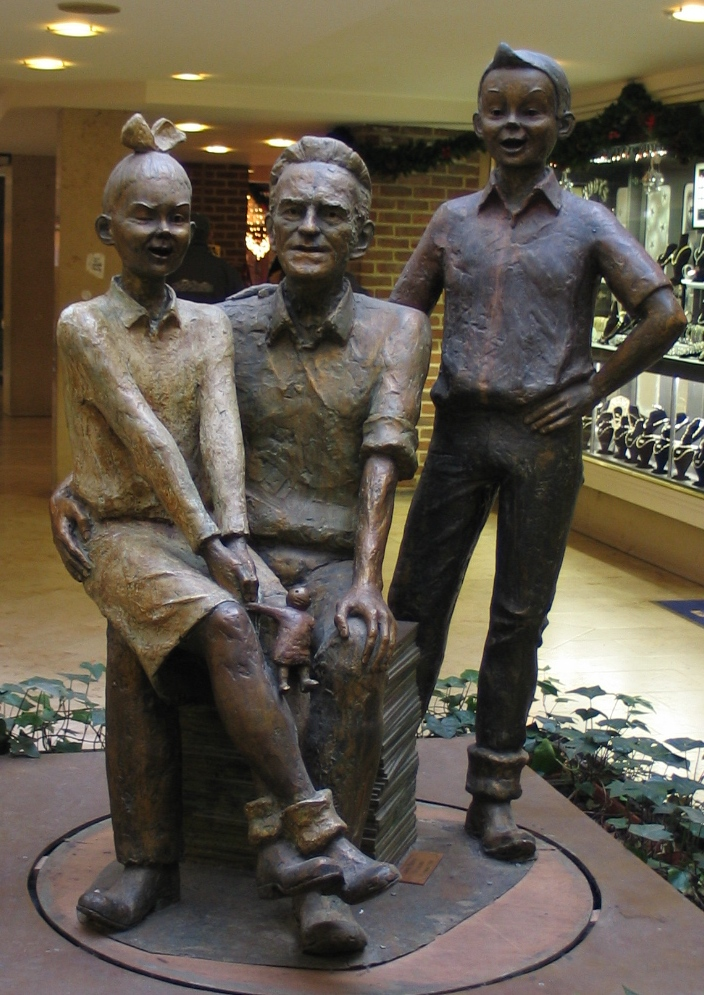
Een standbeeld van Willy Vandersteen met Suske, Wiske en Schanulleke in Hasselt

Met de ervaringen die hij nu had opgedaan trok Vandersteen in 1944 naar de Standaard Uitgeverij met een nieuw stripverhaal rond twee nieuwe figuren; Rikki en Wiske. Naar Amerikaans voorbeeld wilde hij zijn strips in de krant laten verschijnen opdat ze zo een vast publiek zouden vinden. Het duurde een jaar vooraleer de uitgever de tijd rijp achtte om het verhaal uit te geven. Op 30 maart 1945 was de strip De avonturen van Rikki en Wiske(no.0/154) voor het eerst in de krant De Nieuwe Standaard te lezen. Het was het eerste album van de zogenaamde Vlaamse ongekleurde reeks. Vandersteen was echter niet gelukkig met dat eerste avontuur. De naam "Rikki" was hem niet volks genoeg en bovendien was de manier waarop hij getekend was te veel op Kuifje geïnspireerd. Rikki was daarbovenop Wiskes oudere tienerbroer, terwijl Vandersteen Wiske liever een jongen die even oud als zij was als tegenspeler gaf. Zo verscheen Suske ten tonele in het tweede verhaal Op het eiland Amoras(no.1/68). Tante Sidonia (toen nog Tante Sidonie) had al in het vorige album haar opwachting gemaakt en nu maakten ook Professor Barabas en het spook Sus Antigoon hun debuut. Lambik zou in 1947 zijn opwachting maken in De sprietatoom(no.42/107), vervolgens in 1952 Jerom in De dolle musketiers(no.18/89) en in 1962 booswicht Krimson in Het rijmende paard(no.48/96
De reeks werd meteen een succes, temeer omdat er toen op Vlaamstali(no.14/133) in 1trigebied amper concurrentie was. De herkenbare situaties, het Antwerpse taalgebruik, het volkse karakter, de humor, spanning en knipoogjes naar de naoorlogse actualiteit vielen erg in de smaak bij de lezers. Ook Vandersteen zelf wist dat hij toen juist op het goede moment kwam:
"Het succes was voornamelijk aan drie factoren toe te schrijven. In de eerste plaats het tijdstip. Na vijf jaar oorlogsmisère hadden we hier behoefte aan iets luchtigs, iets ontspannends. Geen zwaartillende literatuur, we hadden in de oorlog allemaal zelf romans genoeg meegemaakt. We hadden hier behoefte aan een glimlach bij het ontbijt. In de tweede plaats kregen Suske en Wiske een eigen volksaard mee. Als er gehekeld wordt, dan is dat een soort hekelen zoals de volksmens dat doet: goedmoedig kafferen op lokale wantoestanden. En ook de humor is bekend, de zalf van grauwe tijden. Ten slotte kwam er in die periode meer geld in omloop en er was meer vrije tijd. Er ontstond ruimte voor een tekenverhaal. Dat was mijn geluk."
Suske en Wiske werden zo'n succes dat mensen alleen de kranten kochten om de strips. Toen Vandersteen in 1947 naar de krant De Standaard overstapte, volgden zo'n 250 abonnees hem op de voet. In de loop der jaren werd het in Vlaanderen een traditie de krant van achter naar voren te lezen. Eerst las men wat er die dag met Suske en Wiske gebeurd was voor men het overige nieuws doornam.
Ook andere kranten moesten nu hun eigen strips hebben om de concurrentie met De Standaard aan te kunnen. Zo maakte Vandersteen de weg vrij voor Marc Sleen, Jef Nys en vele andere striptekenaars in Vlaanderen.
In het najaar van 1959 maakte Vandersteen samen met de Antwerpse journaliste en schrijfster Maria Rosseels  een rondreis door het Verre Oosten, een gebied dat hem altijd al had aangetrokken en waar hij ook al enkele van zijn verhalen had gesitueerd. De ervaringen die Vandersteen tijdens deze reis opdeed verwerkte hij in enkele van zijn volgende Suske en Wiske-verhalen (De gouden cirkel(no.39/118), De sissende sampan(no.49/94)).

#### Lijst vanSuske en Wiske-verhalen
Deze lijst toont een titeloverzicht van verhalen waar Willy Vandersteen aan heeft geschreven en/of getekend, met tussen haakjes het jaar van eerste publicatie. Een eventueel cijfer voor de titel is het cijfer waaronder het verhaal is uitgebracht in de Vierkleurenreeks.
- 154. Rikki en Wiske (in Chocowakije) (1945)
- 68. Het eiland Amoras (1945)
- 107. De sprietatoom (1946)
- 87. De vliegende aap (1946)
- 140. De zwarte madam (1947)
- 105. De koning drinkt (1947)
- 129. Prinses Zagemeel (1947)
- 136. De bokkerijders (1948)
- 134. De witte uil (1948)
- 150. Het Spaanse spook (1948)
- De gekalibreerde kwibus (1948)
- 142. De mottenvanger (1948)
- 138. Bibbergoud (1949)
- 144. Lambiorix (1949)
- 132. De stierentemmer (1950)
- 116. De bronzen sleutel (1950)
- 145. De stalen bloempot (1950)
- 131. Het zingende nijlpaard (1950)
- 137. De ringelingschat (1951)
- 114. De Tartaarse helm (1951)
- 133. De tuf-tuf-club (1951)
- 141. Het bevroren vuur (1951)
- 146. De sterrenplukkers (1952)
- 149. De lachende wolf (1952)
- 111. De schat van Beersel (1952)
- 89. De dolle musketiers (1952)
- 188. Het vliegende hart (1952)
- 88. De tamtamkloppers (1953)
- 127. De knokkersburcht (1953)
- 113. Het geheim van de gladiatoren (1953)
- 81. De circusbaron (1953)
- 91. De speelgoedzaaier (1954)
- 76. De ijzeren schelvis (1954)
- 115. De gezanten van Mars (1955)
- 95. De kleppende klipper (1955)
- 83. De straatridder (1955)
- 80. De brullende berg (1955)
- 70. De spokenjagers (1956)
- 112. De groene splinter (1956)
- 93. De snorrende snor (1956)
- 84. De stemmenrover (1957)
- 119. Het sprekende testament (1957)
- 120. De geverniste zeerovers (1957)
- De rammelende rally (1957)
- 100. Het gouden paard (1958)
- 121. De duistere diamant (1958)
- 123. De zwarte zwaan (1958)
- 124. Het vliegende bed (1958)
- 125. De Texasrakkers (1959)
- 126. De windmakers (1959)
- 118. De gouden cirkel (1960)
- 110. De zingende zwammen (1960)
- 109. De wolkeneters (1960)
- 103. De klankentapper (1961)
- 104. De wilde weldoener (1961)
- 98. Het hondenparadijs (1961)
- 101. De kaartendans (1962)
- 99. De kwakstralen (1962)
- 96. Het rijmende paard (1962)
- 94. De sissende sampan (1963)
- 90. Sjeik El Rojenbiet (1963)
- 69. De nerveuze Nerviërs (1963)
- 73. Het zoemende ei (1964)
- 74. De koddige kater (1964)
- 85. De schone slaper (1965)
- 77. De apekermis (1965)
- 72. Jeromba de Griek (1965)
- 78. De dulle griet (1966)
- 67. De poenschepper (1966)
- 71. Wattman (1966)
- 75. Het mini-mierennest (1967)
- 79. De zeven snaren (1967)
- 82. De gramme huurling (1967)
- 86. Tedere Tronica (1968)
- 92. De briesende bruid (1968)
- 97. De junglebloem (1969)
- 102. De dromendiefstal (1969)
- 106. De charmante koffiepot (1969)
- 108. Twee toffe totems (1970)
- 117. De toornige tjiftjaf (1970)
- 122. De kale kapper (1970)
- 128. Het brommende brons (1971)
- 130. De steensnoepers (1971)
- 158. De vinnige Viking (1975)
- 193. Het verborgen volk (1976)
- De lollige lakens (1977)
- 192. Het Bretoense broertje (1982)
- 203. De ruige regen (1985)
- 213. De eenzame eenhoorn (1986)
- 216. De wervelende waterzak (1988)

### De Bruegel van het beeldverhaal
Het succes van de reeks was zo groot dat Vandersteen in 1948 door het weekblad Kuifje benaderd werd met de vraag of hij ook voor hen wilde komen tekenen. Dankzij Vandersteen werd het blad ook buiten Franstalig België een succes. Hij zou van 1948 tot 1959 voor het weekblad verscheidene verhalen rond Suske en Wiske tekenen die later bijna allemaal in een blauwe kaft gebundeld zouden worden en daarom bekendstaan als de Blauwe reeks. Omdat Hergé wilde dat Vandersteen een meer gladde professionele stijl hanteerde die bij de rest van het blad paste zien de figuren er heel anders en minder volks uit dan in de krantenstrips uit die dagen. Alles was technisch knapper getekend, Wiske kreeg een ander kapsel en werd net als Suske meer een tiener dan een kind, Lambik werd minder dom en allemaal hadden ze een veel gespierder uiterlijk. Tante Sidonia, professor Barabas en Jerom kwamen in deze reeks niet voor. De scenario's werden realistischer en de absurde en fantastische elementen verdwenen bijna volledig. De verhalen uit deze befaamde blauwe reeks worden gezien als enkele van de beste die Vandersteen ooit tekende: Het Spaanse spook, De bronzen sleutel, De Tartaarse helm, De schat van Beersel, Het geheim van de gladiatoren (ook wel Goud voor Rome genoemd), De gezanten van Mars, De groene splinter en Het gouden paard. De albums werden later in de Vierkleurenreeks hernomen, meestal in een verkorte uitgave.
De hoge eisen die Hergé aan Vandersteens tekenstijl stelde zouden de tekenstijl van zijn krantenstrips later ook veranderen. In de plaats van de cartooneske vroege stijl kwam de ligne clairestijl. Hergé noemde Vandersteen zelfs "De Bruegel van het Beeldverhaal".

### Studio Vandersteen
Vandersteens strips verschenen nu in De Standaard, maar ook in de afgeleide weekbladen van die krant: Ons Volk, Ons Volkske en 't Kapoentje. Ook in Kuifje, Overal en De Bond verschenen zijn tekeningen. Veel van de verhalen waren eenmalige vertellingen die in een meer realistische stijl getekend waren, zoals Tijl Uilenspiegel, Strange Case of Dr Jekyll and Mr Hyde en meer historische, sciencefiction en detectiveverhalen. Maar ook gagstrips zoals De familie Snoek, Het plezante circus, De grappen van Lambik, De vrolijke bengels, De lustige zwervers  en 't Prinske bleven uit zijn potlood rollen. Omdat veel van deze reeksen nooit in albumvorm verschenen zijn, zijn ze ook nu nog gekoesterde verzamelobjecten voor stripliefhebbers. Vandersteen tekende al deze stripreeksen alleen en begon daarom in te zien dat hij wat hulp kon gebruiken. Zijn vrouw inktte al de tekeningen en spoedig nam hij talloze medewerkers in dienst die het inkten, kleuren, de lettering en het decors tekenen van hem overnamen. Zo ontstond in 1959 Studio Vandersteen. De reeksen die niet aansloegen, liet hij vallen of overnemen door zijn medewerkers.

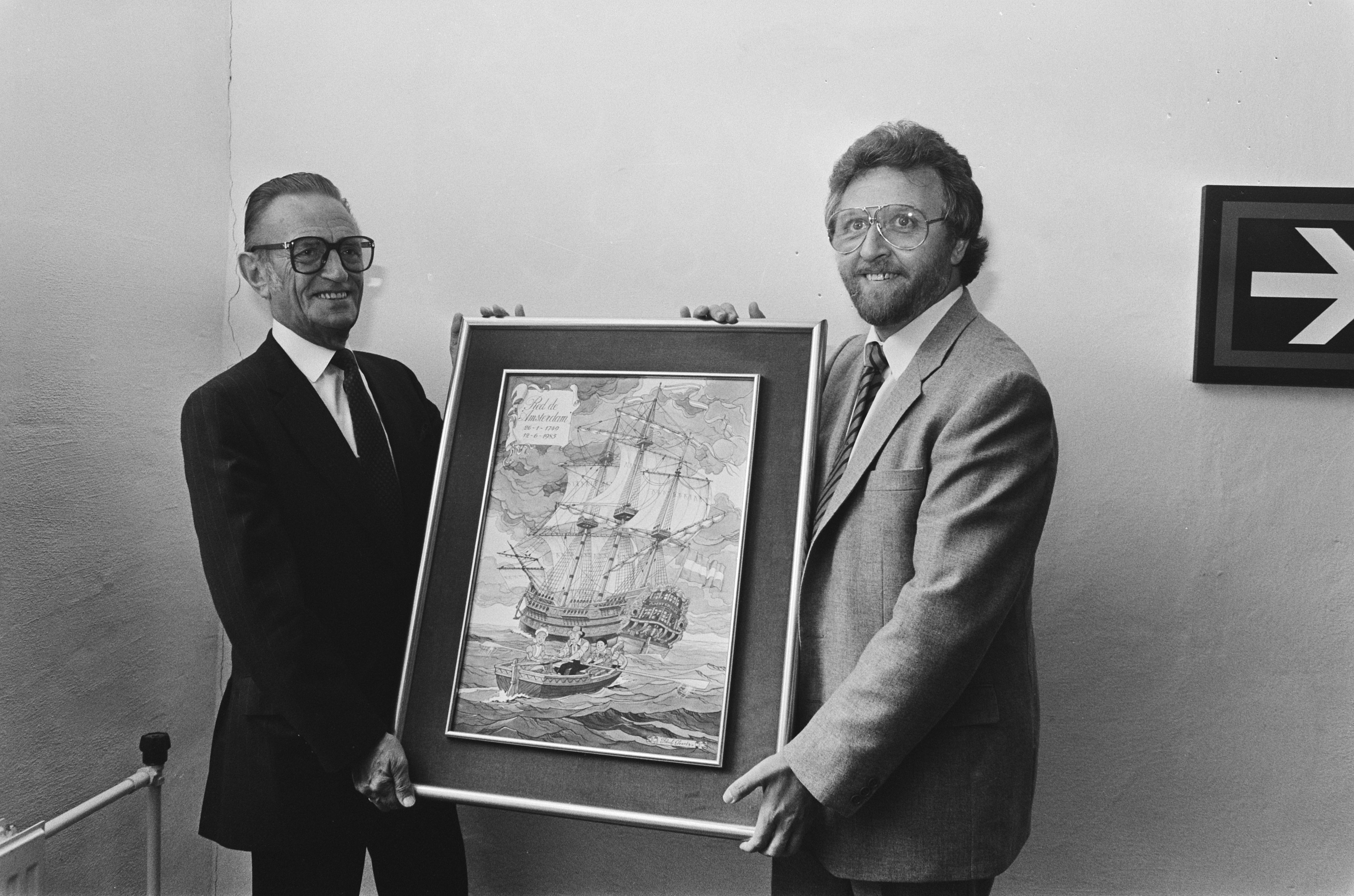
Vandersteen & Geerts (1985)

Van 1959 tot 1967 verschenen de albums van Suske en Wiske in slechts twee kleuren (zwart en een rode steunkleur).
De eerste 66 albums zijn niet meer verkrijgbaar in hun oorspronkelijke uitgave.
De huidige nummering van de reeks begint daarom vanaf het albumnummer 67. Alle voorgaande albums werden onder nieuwe nummers  opgenomen in deze vierkleurenreeks. Enkele albums, bijvoorbeeld 'Het Sprietatoom' (album 3 in de oorspronkelijke tweekleurenreeks, album 107 in de vierkleurenreeks), werden niet alleen ingekleurd, maar volledig opnieuw getekend.
Vanaf eind jaren vijftig, begin jaren zestig spraken zijn figuren ook geen Vlaams meer, maar Algemeen Nederlands zodat de reeks ook in Nederland een succes kon worden. In Suske en Wiske werden zelfs de namen van enkele hoofdpersonages veranderd: Tante Sidonie werd Sidonia en Wiskes pop Schabolleke (in sommige albums Schalulleke - dit staat voor lente-ui) werd Schanulleke. Ook begonnen veel albums allitererende titels te krijgen en moraliserende eindes.
In 1974 gaf hij Suske en Wiske uit handen als hoofdtekenaar. Paul Geerts zou tot 1999 de reeks voortzetten, sporadisch afgewisseld vanaf 1988 door Marc Verhaegen die in 2005 wegens twisten door de studio aan de deur werd gezet. Sindsdien verzorgt een wisselend team van Studio Vandersteen de albums. Toch bleef ook Vandersteen zelf nog jarenlang Suske en Wiske-verhalen maken. Het laatste album van zijn hand was De wervelende waterzak uit 1988.

### Andere reeksen
In 1954 begon Vandersteen de westernstrip Bessy. De collie was duidelijk gebaseerd op de populaire televisiehond Lassie en verscheen in het begin onder de schuilnaam "Wirel" (een samenvoeging van Vandersteens voornaam en die van naast medewerker Karel Verschuere). De reeks werd later ook een enorm succes in Duitsland, waar uiteindelijk meer dan 1000 verhalen verschenen.
Vandersteen liep ook al een paar jaar rond met het idee een ridderstrip te maken. Van jeugdschrijver Leopold Vermeiren kreeg hij de toestemming diens romanfiguur De Rode Ridder te gebruiken. Zo ontstond in 1959 een van zijn populairste reeksen, die hij in 1967 door Karel Biddeloo liet overnemen.
De komende decennia zou Vandersteen nog regelmatig nieuwe reeksen beginnen, vaak gebaseerd op verhalen van de schrijver Karl May rond Old Shatterhand en Winnetou die hij als kind graag gelezen had en zijn eigen verhalen rond bedacht. Hieruit ontstonden de stripreeksen Karl May, Biggles en Robert en Bertrand, maar ook puur eigen creaties zoals Jerom, en Pats/Tits. Veel van deze reeksen waren minder populair en werden zo gauw hij de serie beu was doorgegeven aan zijn medewerkers.
Vandersteen zou zich tijdens de laatste jaren van zijn leven onophoudelijk bezighouden met het bedenken van nieuwe reeksen en als adviseur optreden bij de series die hij aan zijn medewerkers had overgeleverd. De laatste reeks die hij begon was De Geuzen (1985-1990), een serie waar tien albums van verschenen en die hij nooit uit handen wilde geven.
Op 28 augustus 1990 overleed Vandersteen. In zijn testament liet hij weten dat hij graag wilde dat zijn strips werden voortgezet. Zijn werk is nog altijd erg populair en behoort tot het Vlaamse culturele erfgoed en de meest geliefde tekenverhalen in het Nederlandstalig taalgebied.
Veel Vlaamse striptekenaars leerden het vak bij zijn studio of werken er. Ondanks de veelgehoorde kritieken dat de strips die er getekend worden veeleer ongeïnspireerd bandwerk zijn geworden en vooral Suske en Wiske niet meer zo leuk of spannend zijn als weleer, verkopen de strips nog altijd goed. Van de oude succesreeksen weten echter alleen De Rode Ridder en Suske en Wiske zich nog staande te houden.
Ook na zijn dood kreeg Willy Vandersteen nog erkenning, zo eindigde hij in 2005 op nr. 29 tijdens de Vlaamse versie van de verkiezing van De Grootste Belg.

## Stijl
Veel van Vandersteens strips bevatten humor en spanning. De verhalen spelen zich niet zelden af in een historische context en putten ook graag uit oude volkslegenden en sagen. Tot midden jaren zestig werd er in Suske en Wiske ook af en toe naar de actualiteit verwezen. Omdat dit in een krant beter werkte dan in de albums, vanwege het feit dat soort grappen tegen de tijd dat ze uitkwamen allang gedateerd waren, verdween dit aspect uit de reeks.
Zeker in Suske en Wiske speelde Vandersteen ook graag met taal door leenwoorden uit andere talen te verwerken in de namen en/of het woordgebruik van sommige personages. Ook rijm, pseudo-Middelnederlands, achterstevoren uitgesproken zinnen, woordspelingen, alliteraties en vervormingen van het Antwerpse dialect komen veelvuldig voor. De ondertoon van vele albums is conservatief maatschappijkritisch.

## Stripprijs
In 2010 werd er een Willy Vandersteenprijs ingesteld. Het is een Vlaams-Nederlandse albumprijs in het leven geroepen door het Vlaams-Nederlandse huis deBuren in Brussel, Stripdagen Haarlem en Strip Turnhout.

## Cameo's
- Vandersteen speelde in een aantal Suske en Wiske-albums een cameo: De gezanten van Mars, Suske en Wiske in Revonia, De nare varaan, De briesende bruid, Het gouden paard, De belhamel-bende, De parel in de lotusbloem, Robotkop en De verdwenen verteller. Het album De 7 schaken draait zelfs helemaal rond zijn jeugd. In De zeven snaren is hij een voorbijganger aan wie Lambik naar de zeven werken van barmhartigheid vraagt. In het album De krasse kroko gebruikt Paul Geerts een magische didgeridoo om een geest op te roepen in gedaante van "kookaburra". Hij noemt zichzelf Kooka, aan het eind blijkt de geest Willy Vandersteen te zijn. In Het naderende noodlot wordt Willy Vandersteen als kleine jongen getoond, ook wordt ingegaan hoe hij begon met de strip. Het album De Krijtkampioen dat op 6 september 2023 verscheen, is een hommage aan Willy Vandersteen. Hij komt hier aan het begin van het verhaal zelf ook in voor als hij met stoepkrijt tekeningen van Suske en Wiske maakt op de tegels van De Seefhoek. In het album komen veel van zijn stripfiguren voor. In de live-action bioscoopfilm De Duistere Diamant zit er een scène waarin een lookalike Willy Vandersteen speelt om op deze manier Vandersteen een cameo te geven in het verhaal. In De anonieme alchemist komt Willy Vandersteen kort voor, samen met een cameo van Luc Morjaeu.
- Vandersteen dook een paar keer op in de stripreeks Nero. In het album De Totentrekkers (1971-1972) is Vandersteen in strook 33-36 te zien als de booswicht Willy. In Zwarte November (1972-1973) wordt zijn gezicht afgebeeld op een affiche met als opschrift "Gezocht" (strook 34-36).
- In het album De onthoofde sfinx (1978) uit De Kiekeboes praat Balthazar in een hotel met Willy Vandersteen. In het Kiekeboe-album Geeeeef acht! (1982) staat Vandersteens naam ook op een affiche aan het begin van het verhaal.
- In het album Het onbestaande avontuur (2008) uit de De avonturen van Urbanus zien we op strook 28 Willy Vandersteen voorbij wandelen.